# 藤本拓
藤本 拓 (ふじもと たく、1989年9月11日 - ) は、山口県周南市出身の元陸上競技選手。専門は長距離走・マラソン。高水高校、国士舘大学卒。トヨタ自動車に所属した。

## 経歴

### 学生時代
小学6年生の時、地元のスポーツ少年団で陸上を始める。高校時代は故障がちであったが、3年時にはインターハイ5000mに出場している。
大学入学後も故障が相次いだが、2年時の秋から急成長。3年時の関東インカレ1部5000mでは、村澤明伸や鎧坂哲哉といった大学陸上界のエースたちを破り優勝。4年時も同種目で村澤・鎧坂や大迫傑などを抑えて2連覇を達成した。上記のようにトラック種目では好成績を残したが、ロードレースは苦手としており、駅伝は3年時の第42回全日本大学駅伝に出場したのみ（1区区間8位）で、箱根駅伝は3年時まで予選会すら未経験であった。
4年時の夏合宿からロード練習に取り組み、人生初の30km走も完走した。第88回箱根駅伝予選会では、チーム内3番手の個人22位と好走。母校の3年ぶりの予選通過に貢献した。本戦では3区を担当し、区間3位の好走を見せた。

### 実業団時代
大学卒業後はトヨタ自動車に入社。ニューイヤー駅伝では主に1区を担当し、2014年の第58回大会は区間3位。翌2015年の第59回大会では区間4位の走りでトヨタ自動車の4年ぶり2回目の優勝に貢献した。
苦手としていたロードレースにも徐々に対応し、2017年の全日本実業団ハーフマラソンでは1時間01分53秒で日本人トップの4位入賞。
2018年3月の第73回びわ湖毎日マラソンで初マラソンに挑戦。25Km過ぎまで先頭集団についたがその後は大きくペースを落とし、2時間15分台の15位（日本人7番手）に留まった。
しかし同年10月のシカゴマラソン2018では、30Kmまで大迫傑らの先頭集団に食らいつき、2時間07分57秒の8位でフィニッシュ。ワイルドカードでマラソングランドチャンピオンシップ（MGC）出場権を獲得した。2019年9月のMGC本戦では38Km手前で先頭集団から脱落し、9位に終わった。
同年12月、MGCファイナルチャレンジとなる第73回福岡国際マラソンに出場。日本記録を上回るペースでレースを進め、25km以降はエルマハジューブ・ダザ（モロッコ）との一騎打ちとなったが、30Kmでダザがスパート。終盤はずるずるとペースが落ち、日本人トップの2位に入ったもののタイムは2時間09分36秒に留まった。大会翌年の2020年夏、ワールドアスレティックスの独立監視機関「インテグリティー・ユニット」は、ダザにドーピング違反があったことを認定。大会事務局は2021年5月11日、第73回大会におけるダザの優勝を取り消し、2位以下で完走した選手の順位を1つずつ繰り上げると発表。改めて優勝者に認定され、マラソン初優勝となった。
2020年2月の丸亀ハーフマラソンでは、従来の日本記録を11秒上回る1時間00分06秒で日本人2番手の4位入賞を果たす。
2021年6月の第105回日本選手権5000mでは13分38秒74で7位入賞。
2022年3月の東京マラソンを最後に現役を引退した。

## 主な戦績
| 年   | 大会                                       | 種目(区間)     | 順位     | 記録          | 備考             |
| ---- | ------------------------------------------ | -------------- | -------- | ------------- | ---------------- |
| 2010 | 第89回関東インカレ                         | 5000m(1部)     | 優勝     | 13分38秒68    |                  |
| 2011 | 第90回関東インカレ                         | 5000m(1部)     | 優勝     | 13分49秒69    | 2連覇            |
| 2012 | 第88回箱根駅伝                             | 3区・21.5 km   | 区間3位  | 1時間03分08秒 |                  |
| 2014 | 第58回ニューイヤー駅伝                     | 1区・12.3 km   | 区間3位  | 35分32秒      |                  |
| 2015 | 第59回ニューイヤー駅伝                     | 1区・12.3 km   | 区間4位  | 34分53秒      | トヨタ自動車優勝 |
| 2015 | 第43回全日本実業団ハーフマラソン           | ハーフマラソン | 8位      | 1時間01分31秒 |                  |
| 2016 | 第70回香川丸亀国際ハーフマラソン           | ハーフマラソン | 8位      | 1時間01分51秒 |                  |
| 2017 | 第61回ニューイヤー駅伝                     | 1区・12.3 km   | 区間10位 | 35分24秒      |                  |
| 2017 | 第45回全日本実業団ハーフマラソン           | ハーフマラソン | 4位      | 1時間01分53秒 | 日本人1位        |
| 2018 | 第62回ニューイヤー駅伝                     | 1区・12.3 km   | 区間10位 | 35分06秒      |                  |
| 2018 | 第43回熊本甲佐10マイル公認ロードレース大会 | 10マイル       | 優勝     | 45分57秒      | 日本歴代4位      |
| 2019 | 第63回ニューイヤー駅伝                     | 4区・22.4 km   | 区間15位 | 1時間06分15秒 |                  |
| 2020 | 第64回ニューイヤー駅伝                     | 1区・12.3 km   | 区間6位  | 34分51秒      |                  |
| 2020 | 第74回香川丸亀国際ハーフマラソン           | ハーフマラソン | 4位      | 1時間00分06秒 | 日本歴代2位      |
| 2021 | 第105回日本陸上競技選手権                  | 5000m          | 7位      | 13分38秒74    |                  |

## マラソン全成績
| 年月          | 大会                               | 順位           | 記録          | 備考                                        |
| ------------- | ---------------------------------- | -------------- | ------------- | ------------------------------------------- |
| 2018年3月4日  | 第73回びわ湖毎日マラソン           | 15位           | 2時間15分30秒 | 初マラソン・MGCシリーズ第5弾                |
| 2018年10月7日 | シカゴマラソン2018                 | 7位            | 2時間07分57秒 | 自己ベスト・MGC出場権獲得（ワイルドカード） |
| 2019年9月15日 | マラソングランドチャンピオンシップ | 9位            | 2時間13分58秒 | 2020年東京オリンピック・男子マラソン選考会  |
| 2019年12月1日 | 第73回福岡国際マラソン             | 優勝（繰上げ） | 2時間09分36秒 | MGCファイナルチャレンジ第1弾                |
| 2022年3月6日  | 東京マラソン2021                   | 97位           | 2時間22分54秒 | 引退レース                                  |